# Curt Geyer
Curt Theodor Geyer, född 19 november 1891 i Leipzig, död 24 juni 1967 i Lugano, var en tysk politiker. Han var son till Friedrich Geyer.
Geyer studerade historia och nationalekonomi i Leipzig och blev 1914 filosofie doktor. Han var 1917–20 redaktör för Leipziger Volkzeitung och tillhörde som oavhängig socialdemokrat riksdagen 1919–24. Tillsammans med Ernst Däumig och Walter Stoecker började han i oktober  1920 utge "Kommunistische Rundschau" och var 1925–33 redaktör för "Vorwärts'". Geyer skrev Führer und Mann in der Demokratie (1926).